# Hans-Wolfgang Heßler
Hans-Wolfgang Heßler (* 26. Juli 1928 in Apolda; † 16. Februar 2016) war ein deutscher Journalist und Publizist.

## Leben
Er war Innenpolitik-Chef beim Berliner Anzeiger von 1957 bis 1960. Später arbeitete er unter anderem in Genf beim Lutherischen Weltbund und danach als Ökumene-Korrespondent für den epd, für den er bereits von 1953 bis 1957 in Bethel bei Bielefeld tätig war. Ab 1968 leitete er als Chefredakteur die Zentralredaktion des Evangelischen Pressedienstes (epd). Er war von 1981 bis 1993 Direktor des GEP in Frankfurt am Main und zugleich Fernsehbeauftragter der evangelischen Kirche.

## Schriften (Auswahl)
- mit Gerhard Thomas (Hg.): Daressalam 1977. In Christus – eine neue Gemeinschaft. Offizieller Bericht der Sechsten Vollversammlung des Lutherischen Weltbundes. Frankfurt am Main 1977, ISBN 3-87476-084-7.
- (Hg.): Protestanten und ihre Kirche in der Bundesrepublik Deutschland. München 1977, ISBN 3-7892-7116-0.
- Ermutigung zum Leben. Kirchliche Hilfe in der Dritten Welt. Mit Texten aus der Diskussion über die Kirchliche Entwicklungshilfe und einer Übersicht über den finanziellen Beitrag der Kirchen für Aufgaben in Entwicklungsländern seit 1970. Bielefeld 1977, ISBN 3-7703-0109-9.
- Evangelische Publizistik als gesellschaftliche Aufgabe. Frankfurt am Main 1993, ISBN 3-921766-57-5.